# 주동 (홍무제의 24남)
영정왕 주동(중국어: 郢靖王 朱棟, 1388년 6월 21일 - 1414년 11월 14일)은 명 태조 주원장의 24남이다. 생모는 혜비 유씨이다. 명나라 1대이자 유일한 영왕(郢王)이다.

## 생애
주동은 홍무 24년 4월 13일 (1391년 5월 17일)에 영왕(郢王)에 봉해졌다.
영락 6년 6월 21일 (1408년 7월 14일), 호광안루주 장수현 (지금의 후베이성 종상시)에 번을 받았다.
영락 12년 11월 1일 (1414년 12월 12일)에 26세의 나이로 사망하였고, 6년간 번왕직에 있었으며, 번왕직에 있는 동안 아들을 낳지 못하였다.

## 가계

### 처
- 왕비 곽씨(郭氏) : 무정후 곽영의 딸. 영락 3년 11월 2일 (1405년 11월 24일), 영왕비(郢王妃)에 책봉. 영락 12년 12월 29일 (1415년 2월 8일), 스스로 목을 매 자살. 왕과 함께 보학산 (지금의 호북 종상시 구리향 삼거리하촌 황성만)에 합장하였다. 또한, 6명의 비첩도 함께 순장되었는데, 사서에 기록되지 않아, 무덤을 발굴 하였을 때 비로소 발견되었다.

### 자녀
- 장녀 : 광화군주(光化郡主) - 왕웅(王雄)에게 하가
- 차녀 : 곡성군주(谷城郡主) - 노신(魯信)에게 하가
- 3녀 : 남장군주(南漳郡主) - 주운(周韻)에게 하가
- 4녀 : 요절

## 묘소
영정왕묘는 《흥도지(興都志)》에 따르면 흥도성 남쪽으로 20리 청평촌 보학산, 지금의 종상시 구리회족향 삼거리하촌 4조의 황성만에 있었다고 한다. 영원의 건물 지상은 역대의 전란으로 일부 파괴되었고, 산발적인 건물 부재와 유적만이 남아있지만, 지하 궁전과 봉토는 잘 보존되어 있다. 
2003년에는 후베이성 문화재 보호 단위로 지정되었다. 2005년, 국가문물국이 고고학적 발굴을 승인하여, 400여 점의 유물이 출토되었는데, 이 중 청화매병 2점 (운룡문 1점, 사애도문 1점)이 가장 가치 있다. 가장 독특한 것은 장제에 나타난 6구의 순장인데, 이것은 명나라 번왕묘 발굴에서 처음 발견된 것이다.

## 참고자료
- 《흥도지(興都志)》
- 《명사(明史)》
- 《명실록(明实录)》

|  | 영왕(郢王) 1391년 - 1414년 | 후임 없음 |